# Musikjahr 1731
Liste der Musikjahre

◄◄ | ◄ | 1727 | 1728 | 1729 | 1730 | Musikjahr 1731 | 1732 | 1733 | 1734 | 1735 | ► | ►►

Weitere Ereignisse
Dieser Artikel behandelt das Musikjahr 1731.

## Ereignisse

### Johann Sebastian Bach
- Johann Sebastian Bach ist seit dem 30. Mai 1723 Thomaskantor und musikalischer Leiter der Thomaskirche in Leipzig. Außerdem hat er 1729 die Leitung des 1701 von Georg Philipp Telemann gegründeten Collegium musicum übernommen. Durch die zusätzliche Leitung des Kollegiums erweitert er seine Wirkungsmöglichkeiten im Leipziger Musikleben beträchtlich. Mit diesem studentischen Ensemble führt er deutsche und italienische Instrumental- und Vokalmusik auf, darunter seine eigenen in Weimar und Köthen entstandenen Konzerte, die er später auch zu Cembalokonzerten mit bis zu vier Solisten umarbeiten wird. Die Konzerte finden ein- bis zweimal pro Woche im Zimmermannischen Caffee-Hauß (1943 kriegszerstört) oder im dazugehörigen Garten statt.
- Johann Sebastian Bach wird zum fünfzehnten Mal Vater. Das achte gemeinsame Kind mit seiner zweiten Frau Anna Magdalena Bach, Christiana Dorothea (1731–1732), wird geboren.
- 23. März: Die Markus-Passion von Johann Sebastian Bach wird am Karfreitag in Leipzig in der Thomaskirche uraufgeführt. Das Werk nach dem Libretto von Picander gilt heute als verschollen.
- 08. April: Die Kirchenkantate Der Herr ist mein getreuer Hirt (BWV 112) hat ihre Uraufführung in der Leipziger Nikolaikirche.
- 25. August: Uraufführung der Kantate So kämpfet nun, ihr muntern Töne (BWV Anhang 10) anlässlich des 66. Geburtstages des Leipziger Gouverneurs Joachim Friedrich von Flemming.
- 27. August: Anlässlich der Ratswahl erfolgt die Uraufführung der geistlichen Kantate Wir danken dir, Gott, wir danken dir (BWV 29).
- 25. November: Die Choralkantate Wachet auf, ruft uns die Stimme (BWV 149) von Johann Sebastian Bach, basierend auf dem bekannten gleichnamigen Choral von Philipp Nicolai aus dem Jahre 1599, wird uraufgeführt.
- 02. Dezember: Die Kirchenkantate Schwingt freudig euch empor (BWV 36) hat am 1. Advent ihre Uraufführung.
- Johann Sebastian Bach veröffentlicht die zuvor schon einzeln veröffentlichten 6 Cembalo-Partiten BWV 825-830, unter dem Titel: Clavir-Übung / bestehend in / Præludien, Allemanden, Couranten, Sarabanden, Giguen, / Menuetten, und anderen Galanterien ; / Denen Liebhabern zur Gemüths Ergoetzung verfertiget ... / OPUS 1 (auch bekannt als Clavier-Übung, Teil I).

### Georg Friedrich Händel
- Georg Friedrich Händel, der 1729 gemeinsam mit Johann Jacob Heidegger die „zweite Opernakademie“ gegründet hat, ist musikalischer Direktor dieser Nachfolgeorganisation der Royal Academy of Music.

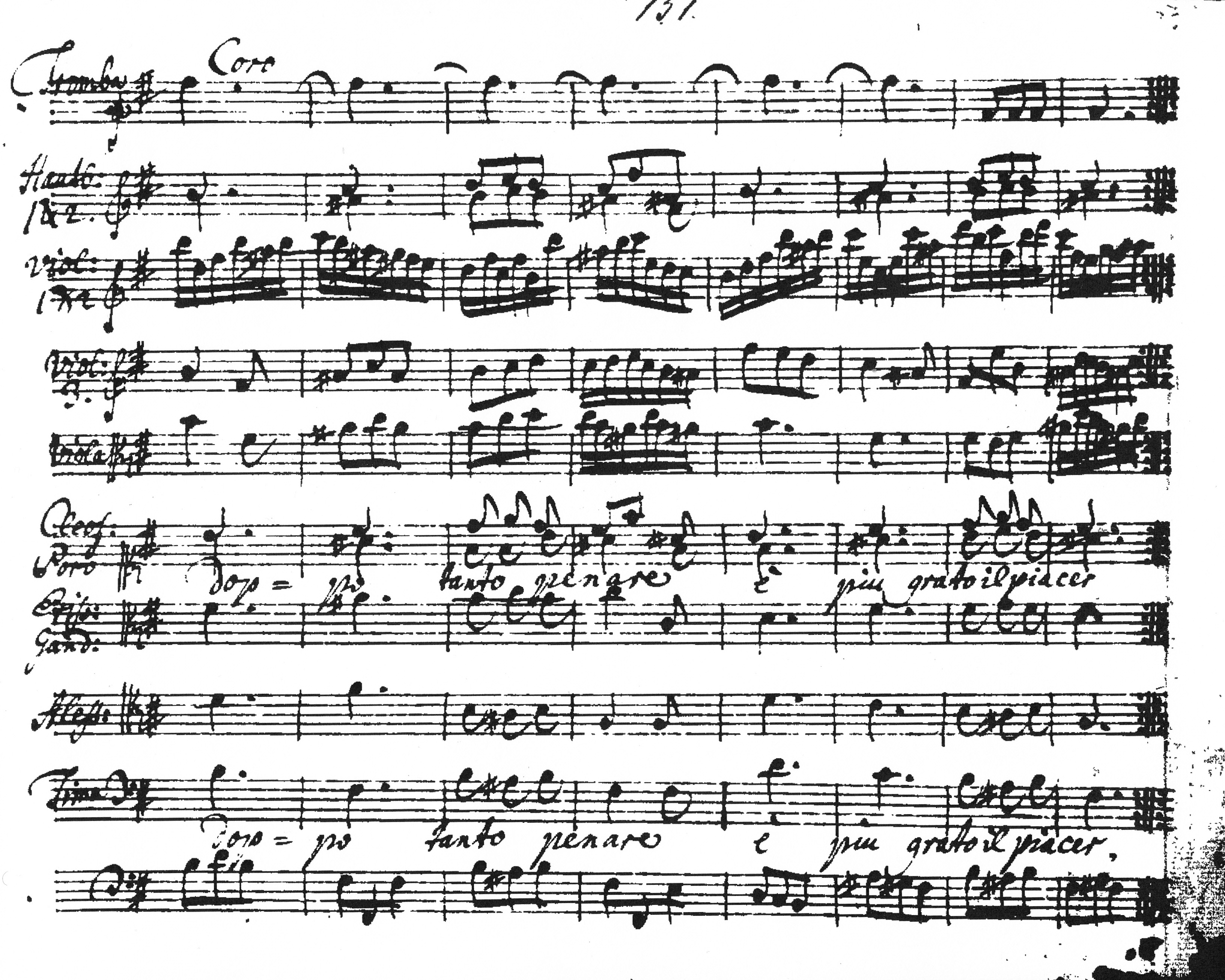
Erste Seite des finalen Coro aus Händels Oper Poro, Autograph

- Händel wohnt seit Juli/August 1723 in London in der 25 Brook Street und bewohnt hier bis zu seinem Tod im Jahr 1759 zwei Stockwerke. Nahezu alle Werke, die seit 1723 entstehen, werden in diesem Haus komponiert. Auch die Vorbereitungen der Aufführungen finden oft im Händelschen Dining Room statt.
- 12. Januar: Das Pasticcio Venceslao von Georg Friedrich Händel nach Apostolo Zeno hat seine Uraufführung am King’s Theatre am Haymarket in London. Es fällt jedoch durch und erlebt nur vier Aufführungen.
- 02. Februar: Die Oper Poro von Georg Friedrich Händel auf das Libretto Alessandro nell’Indie von Pietro Metastasio wird am King’s Theatre am Haymarket in London uraufgeführt. Die Titelrolle singt der Kastrat Senesino. Die Uraufführung wird ein Erfolg, dem noch 15 weitere Aufführungen folgen.
- Georg Friedrich Händel erstellt für die veränderten Bedingungen der zweiten Opernakademie eine stark überarbeitete neue Fassung der Oper Rinaldo (HWV 7b). Neben mehreren Wechseln der Stimmlagen und der Streichung einer ganzen Partie (Eustazio) wird das Werk auch dramaturgisch verändert. Das Textbuch wird von Giacomo Rossi nochmals überarbeitet und mit vielen Ergänzungen versehen. Händel fügt auch eine Reihe von Gesängen hinzu, die zum Teil aus den Opern Lotario, Partenope und Admeto entlehnt, zum Teil aber auch neu komponiert werden. Die in der ersten Fassung durch Joseph Addison und Richard Steele in deren Zeitschrift „The Spectator“ vom 6. März 1711 bereits heftig kritisierten spektakulären Maschineneffekte werden gestrichen und die Lösung des Schlusses wird glaubhafter gemacht. Die zweite Fassung kommt erstmals am 6. April 1731 am King’s Theatre auf die Bühne und hat sechs Aufführungen.
- Georg Friedrich Händel stellt die Arbeit an der Oper Titus l’empéreur aus unbekannten Gründen im ersten Akt ein.

### Domenico Scarlatti

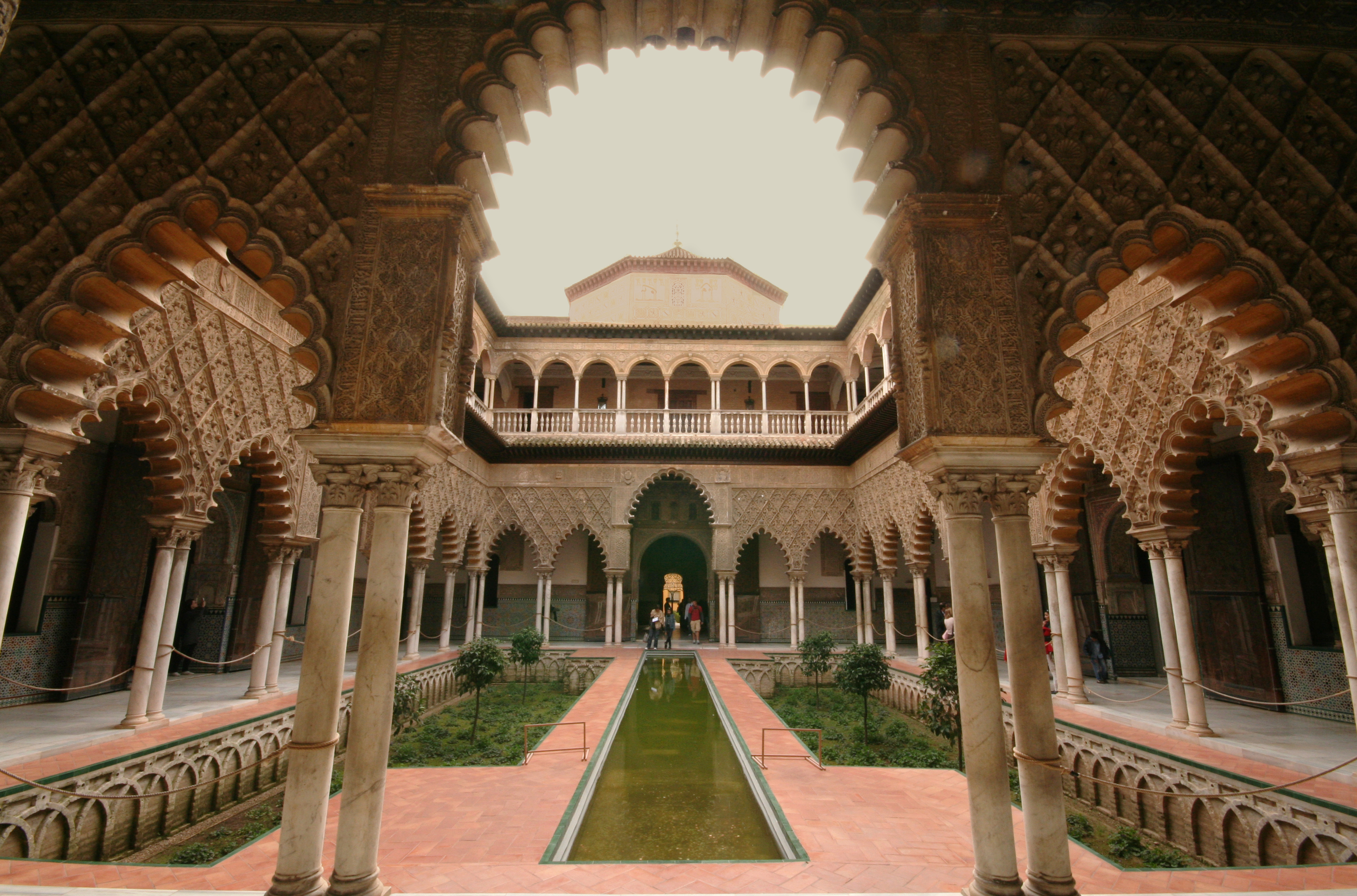
Der Patio de las Doncellas in den Reales Alcázares, Sevilla

- Domenico Scarlatti lebt seit 1729 in Spanien, wohin er seiner Schülerin, der portugiesischen Prinzessin Maria Bárbara de Bragança folgte, als sie den spanischen Thronfolger Don Fernando von Asturien (ab 1746 König Ferdinand VI.) heiratete. Seit Oktober 1730 (bis zum 16. Mai 1733) sind die Alcázares Reales in Sevilla die feste Residenz des Thronfolgerpaares und Wirkungsstätte für Scarlatti.

### Georg Philipp Telemann
- Georg Philipp Telemann ist seit 1721 Cantor Johannei und Director Musices der Stadt Hamburg, eines der angesehensten musikalischen Ämter Deutschlands. In diesem Amt verpflichtet sich Telemann zur Komposition von zwei Kantaten wöchentlich und einer Passion pro Jahr, in späteren Jahren greift er allerdings bei seinen Kantaten auf frühere Werke zurück. Daneben komponiert er zahlreiche Musiken für private und öffentliche Anlässe, etwa für Gedenktage und Hochzeiten.
- Außerdem hat Telemann für ein Jahresgehalt von 300 Talern die Leitung der Hamburgischen Oper am Gänsemarkt übernommen, baut das bereits 1660 von Matthias Weckmann gegründete, aber mittlerweile nicht mehr konzertierende Collegium musicum neu auf und übernimmt zusätzlich eine Stelle als Kapellmeister von Haus aus für den Hof des Markgrafen von Bayreuth. Dorthin liefert er von Zeit zu Zeit Instrumentalmusik sowie eine Oper jährlich.
- Um den Anforderungen der sehr zahlreichen kleineren Kirchen sowie den Lehrzwecken für den Hausgebrauch gerecht zu werden, hatte Telemann 1725/1726 Kantatensammlungen in kammermusikalischer Besetzung, wie Der harmonische Gottesdienst veröffentlicht. Eine Fortsetzung dieses Werkes erscheint 1731/1732.

### Antonio Vivaldi
- Antonio Vivaldi ist seit 1726 musikalischer Leiter des Teatro Sant’Angelo in seiner Heimatstadt Venedig. Dort wird er sowohl als Komponist als auch als Geigenvirtuose zur lebenden Legende und zum „Wallfahrtsziel“ für viele Musiker aus ganz Europa.

### Weitere biografische Ereignisse
- Carl Philipp Emanuel Bach beginnt ein Studium der Rechtswissenschaft an der Universität Leipzig und fängt an zu komponieren.
- Jean-Baptiste Barrière ist ab 1731 für ein Salär von 450 Livres Orchestermitglied der königlichen Oper in Paris.
- Francesco Corradini wirkt ab 1731 als Opernkomponist für verschiedene Häuser in Madrid.
- Farinelli, der mit stetig steigendem Erfolg in fast allen großen Städten Italiens aufgetreten war, kehrt 1731 ein drittes Mal nach Wien zurück. Auf einen kritischen aber gutgemeinten Rat, den er bei dieser Gelegenheit von Karl VI. bekommt, ändert Farinelli in der Folge seinen Stil von der bloßen Bravour der Porpora-Schule zu mehr Pathos und Schlichtheit. Darin wird er unter anderem auch von seinem Freund Pietro Metastasio bestärkt, der mittlerweile kaiserlicher Hofdichter in Wien ist.
- Willem de Fesch, der seit 1725 das Kapellmeisteramt an der Liebfrauenkathedrale in Antwerpen ausübte, lässt sich in London nieder.
- Johann Adolph Hasse und Faustina Bordoni, die am 20. Juli 1730 geheiratet hatten, geben beide vom 7. Juli bis 8. Oktober 1731 ein Gastspiel in Dresden, wo Hasse am 13. September seine Oper Cleofide uraufführt. Unter den Zuhörern sind auch Johann Sebastian Bach und dessen ältester Sohn Wilhelm Friedemann, die auch in späteren Jahren häufig die Dresdner Hofoper besuchen, um „hübsche Liederchen“ zu hören, wie der Thomaskantor Hasses Arien leicht spöttisch nennt.
- Johann Mattheson verfasst die musiktheoretische Schriften Generalbaßschule und Die exemplarische Organistenprobe.

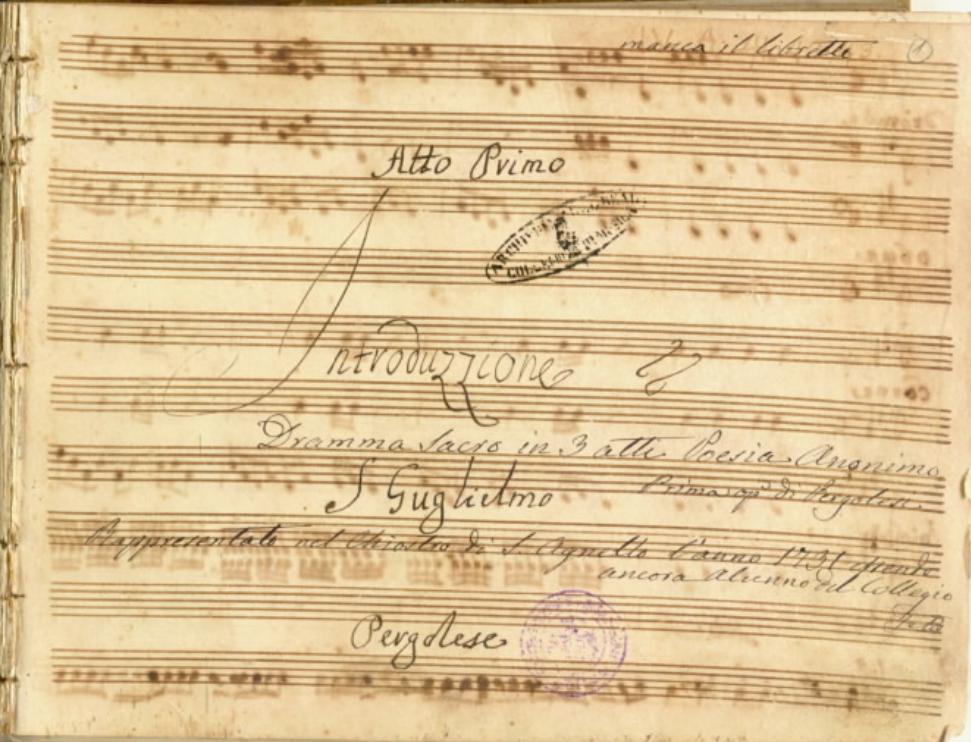
Erste Seite der Partitur von Giovanni Battista Pergolesis Li prodigi della divina grazia nella conversione e morte di san Guglielmo duca d'Aquitania.

- Giovanni Battista Pergolesis lange Studienjahre am Conservatorio dei Poveri di Gesù Cristo in Neapel nähern sich ihrem Ende. Er hat bereits angefangen, sich einen Namen zu machen, und braucht kein Studiengeld zu zahlen, da er zunächst als Chorsänger und später als Geiger bei musikalischen Veranstaltungen auftritt. 1729–30 war er erster Geiger („capoparanza“) einer Instrumentalgruppe, und es ist einem späteren Bericht zufolge das Oratorium des Filippo Neri, das am meisten Gebrauch von seinen künstlerischen Diensten und denen anderer „mastricelli“ („kleiner Meister“) des Konservatoriums macht. Von diesem religiösen Orden erhält Pergolesi nach Abschluss seines Studiums auch seinen ersten Auftrag, und am 19. März 1731 wird im Atrium von dessen Kirche in Neapel, der heutigen Chiesa dei Girolamini und dem damaligen Sitz der Congregazione di San Giuseppe, sein erstes wichtiges Werk, das Oratorium La fenice sul rogo, o vero La morte di San Giuseppe, aufgeführt. Im folgenden Sommer wird Pergolesi als Abschlussarbeit seines Studiums das dreiaktige Dramma sacro von Ignatio Mancini Li prodigi della divina grazia nella conversione e morte di S. Guglielmo duca d’Aquitania vertonen. Es wird im Hof des Klosters S. Agnello in Neapel, einem Sitz der Augustiner-Chorherren vom Lateran, aufgeführt.

### Uraufführungen

#### Bühnenwerke

##### Oper
- 12. Januar: Das Pasticcio

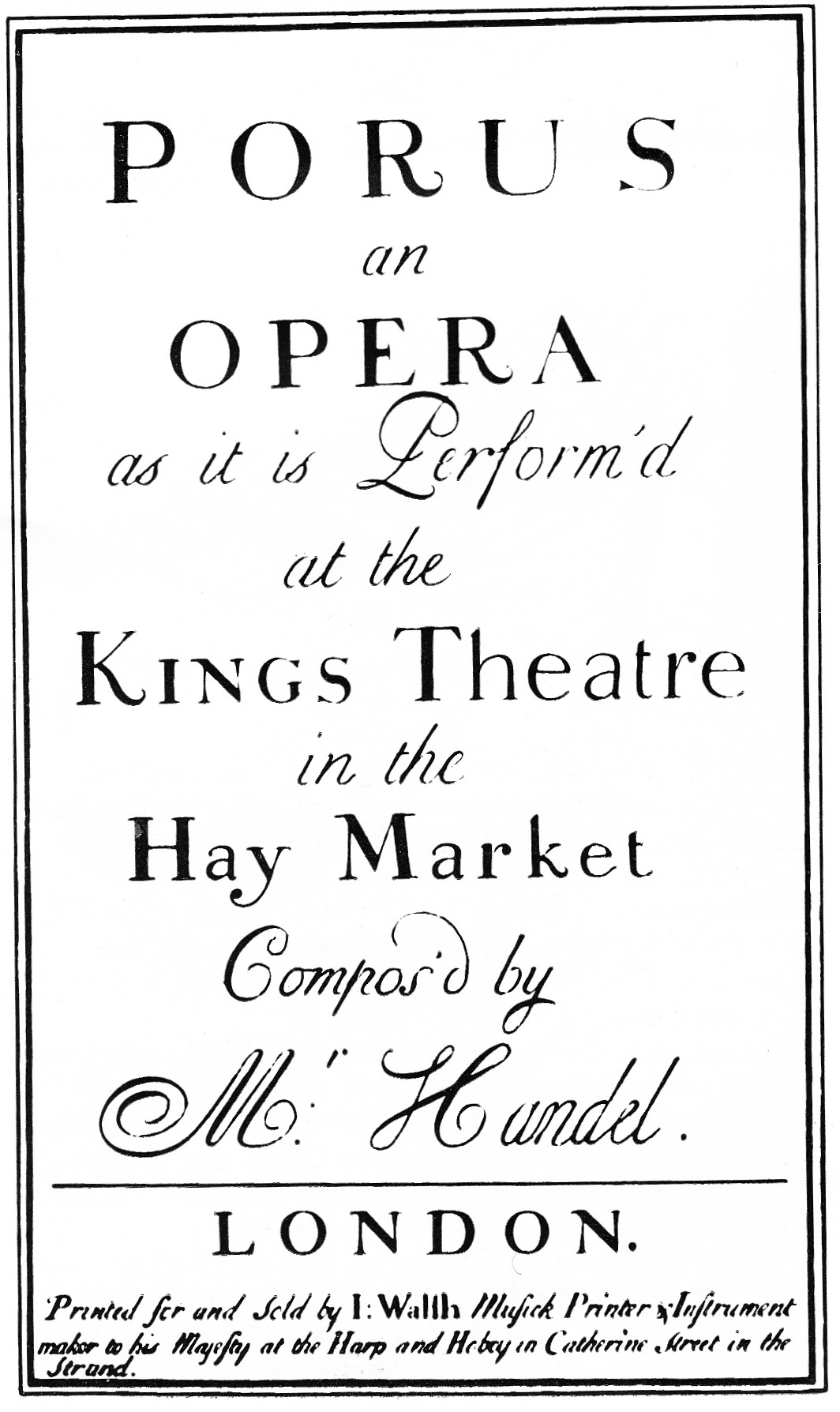
Georg Friedrich Händel – Poro – Titelseite des Erstdruckes der Arienpartitur – London 1731

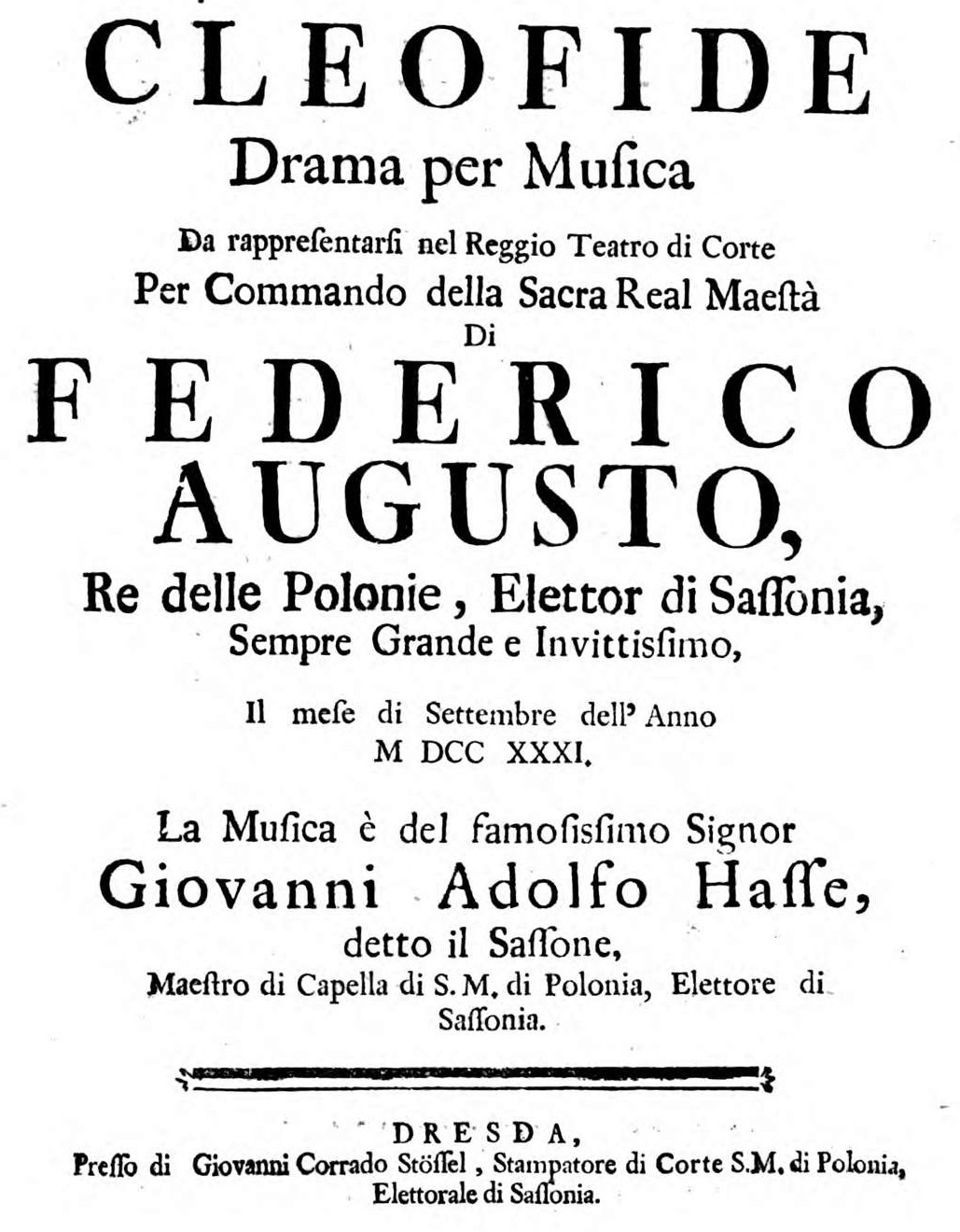
Johann Adolph Hasse – Cleofide – Titelseite des Librettos – Dresden 1731

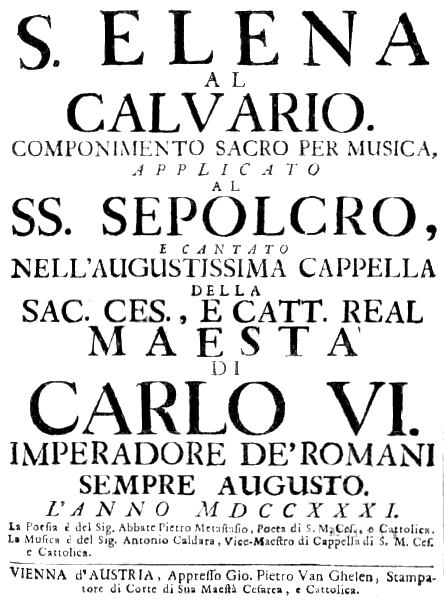
Antonio Caldara – Sant’Elena al Calvario – Titelseite des Librettos – Wien 1731

- Venceslao von Georg Friedrich Händel nach Apostolo Zeno hat seine Uraufführung am King’s Theatre am Haymarket in London. Es fällt jedoch durch und erlebt nur vier Aufführungen.
- 22. Januar: Das Dramma per musica in drei Akten Annibale von Geminiano Giacomelli auf das Libretto von Filippo Vanstryp wird in Rom, im Teatro Capranica erstmals aufgeführt.
- 02. Februar: Die Oper Poro (HWV 28) von Georg Friedrich Händel auf das Libretto Alessandro nell’Indie von Pietro Metastasio wird am King’s Theatre am Haymarket in London uraufgeführt. Die Titelrolle singt der Kastrat Senesino. Die Uraufführung wird ein Erfolg, dem noch 15 weitere Aufführungen folgen.
- 20. März: Das Libretto Sant’Elena al Calvario von Pietro Metastasio wird in der Vertonung von Antonio Caldara in der Hofburgkapelle in Wien uraufgeführt.
- 06. April: Die stark überarbeitete neue Fassung der Oper Rinaldo (HWV 7b) von Georg Friedrich Händel wird am King’s Theatre am Haymarket in London uraufgeführt. In der Premiere wird der Goffredo von Annibale Pio Fabri, genannt „Balino“ (Tenor), die Almirena von Anna Maria Strada del Pò (Sopran), der Rinaldo von Francesco Bernardi, genannt „Senesino“ (Altkastrat), die Argante von Francesca Bertolli (Alt), die Armida von Antonia Margherita Merighi (Alt) und der Mago von Giovanni Giuseppe Commano (Bass) verkörpert. Die Oper hat insgesamt sechs Aufführungen.
- 28. August: Zur Feier des Geburtstags der Kaiserin Elisabeth, der Gemahlin Karls VI., wird die festa teatraleIl tempio dell’eternità von Johann Joseph Fux auf ein Libretto von Pietro Metastasio im Favorita-Garten uraufgeführt. Das aufwändige Bühnenbild wird von Giuseppe Galli da Bibiena gestaltet.
- 04. November: Die Uraufführung der Oper Demetrio von Antonio Caldara auf ein Libretto von Pietro Metastasio am Hoftheater in Wien zur Feier des Namenstags Kaiser Karls VI. ist ein großer Erfolg.
- 14. November: Die Oper Annibale von Nicola Porpora auf das Libretto von Filippo Vanstryp wird in Venedig uraufgeführt.
- 26. Dezember: Das Dramma per musica in drei Akten Epaminonda von Geminiano Giacomelli auf das Libretto von Domenico Lalli wird in Venedig, im Teatro San Giovanni Crisostomo uraufgeführt.
- Tomaso Albinoni – Fano
- Antonio Caldara – David umiliato
- Francesco Corradini – Con amor non hay libertad (Libretto von José de Cañizares)
- Francesco Corselli – Venere placata (Libretto von Claudio Nicola Stampa; Dramma per musica; Uraufführung in Venedig)
- Johann Adolph Hasse
  - Cleofide (Libretto von Pietro Metastasio, bearbeitet von Michelangelo Boccardi; Uraufführung in Dresden)
  - Catone in Utica (Libretto von Pietro Metastasio; Uraufführung in Turin; nicht vollständig erhalten)
- Nicola Porpora – Poro (Libretto von Pietro Metastasio; Uraufführung in Turin)
- Antonio Vivaldi
  - Alvida, regina de Goti (RV Anh. 88)
  - Armida al campo d’Egitto (RV Anh. 90)[1]

##### Oratorium
- 19. März: Das Oratorium La fenice sul rogo, o vero La morte di San Giuseppe von Giovanni Battista Pergolesi wird im Atrium der Chiesa dei Girolamini in Neapel uraufgeführt.
- 23. März: Die Markus-Passion (BWV 247) von Johann Sebastian Bach wird am Karfreitag in Leipzig in der Thomaskirche uraufgeführt.
- Sommer: Das dreiaktige Dramma sacro von Ignatio Mancini Li prodigi della divina grazia nella conversione e morte di san Guglielmo duca d’Aquitania in der Vertonung von Giovanni Battista Pergolesi wird im Hof des Klosters S. Agnello in Neapel, einem Sitz der Augustiner-Chorherren vom Lateran, aufgeführt.
- Antonio Caldara – Sant’Elena al Calvario (Wien 1731)
- Francesco Feo
  - Per i Defunti
  - Il Genera umano in Catena liberato da nostra signora
- Benedetto Marcello – Il pianto e il riso delle quattro stagioni dell’anno per la morte, esultazione e coronazione di Maria Assunta in Cielo (Uraufführung in Macerata)
- Georg Philipp Telemann – Hochheiliges Versöhnungsfest (TWV 5:16)[2]

### Instrumentalmusik

#### Konzerte
- Christoph Graupner
  - Flötenkonzert in D-Dur (GWV 312)
  - Konzert für Flauto d’amore, Oboe d’amore und Viola d’amore in G-Dur (GWV 333)
- Antonio Vivaldi
  - Fagottkonzert C-Dur (RV 473, komponiert um 1730/1731)
  - Fagottkonzert a-Moll (RV 500, komponiert um 1730/1731)[1]
  - Hornkonzert F-Dur (RV 538, komponiert 1730/1731)
  - Hornkonzert F-Dur (RV 539, komponiert 1730/1731)[1]
  - Konzert D-Dur (RV 93, komponiert um 1730/1731)
  - Konzert g-Moll (RV 155, komponiert um 1730/1731)
  - Konzert B-Dur (Conca) (RV 163, komponiert um 1730/1731)[1]
  - diverse Violinkonzerte (nicht genau datierbar)[1]

#### Kammermusik
- Carl Phillipp Emanuel Bach
  - Triosonate in d-Moll (H. 569, Wq. 145, ehemals Johann Sebastian Bach als BWV 1036 zugeschrieben)
  - Triosonate in C-Dur (H. 571, Wq. 147)
- Joseph Bodin de Boismortier
  - 6 Gentillesses en trois parties, op. 33 (Paris)
  - 6 Sonates à quatre parties différentes et égalment travailées, op. 34 (Paris)
  - 6 Suites de pièces, op. 35 (Paris)
- Christoph Graupner – Triosonate in e-Moll (GWV 209)
- Antonio Vivaldi
  - Trio C-Dur (RV 82, komponiert um 1730/1731?)
  - Trio g-Moll (RV 85, komponiert um 1730/1731?)[1]

#### Flöte
- Louis de Caix d’Hervelois – Deuxième recueil de pièces pour la flûte avec la basse
- Johann Joachim Quantz – 6 Flötensonaten (RISM Q. 33)

#### Laute
- Johann Sebastian Bach – Suite g-Moll (BWV 995, komponiert 1727–31)[3]

#### Gambe
- Jean-Baptiste Barrière – Sonatas für Pardessus de viole, Livre 5
- Louis de Caix d’Hervelois – Quatre suites de pièces pour la viole avec la basse chiffrée en partitions, op. 3

#### Violine
- Jacques Aubert – Livres de sonates pour violon et B. c., Band 4
- Michele Mascitti – 12 Sonate a Violino solo e Basso, op. 8 (Paris)
- Giuseppe Tartini
  - Pastorale in A-Dur (B.A16)
  - Violinsonate in G-Dur (B.G17)
  - Violinsonate in g-Moll „Didone abbandonata“ (B.g10)

### Tastenmusik

#### Cembalo

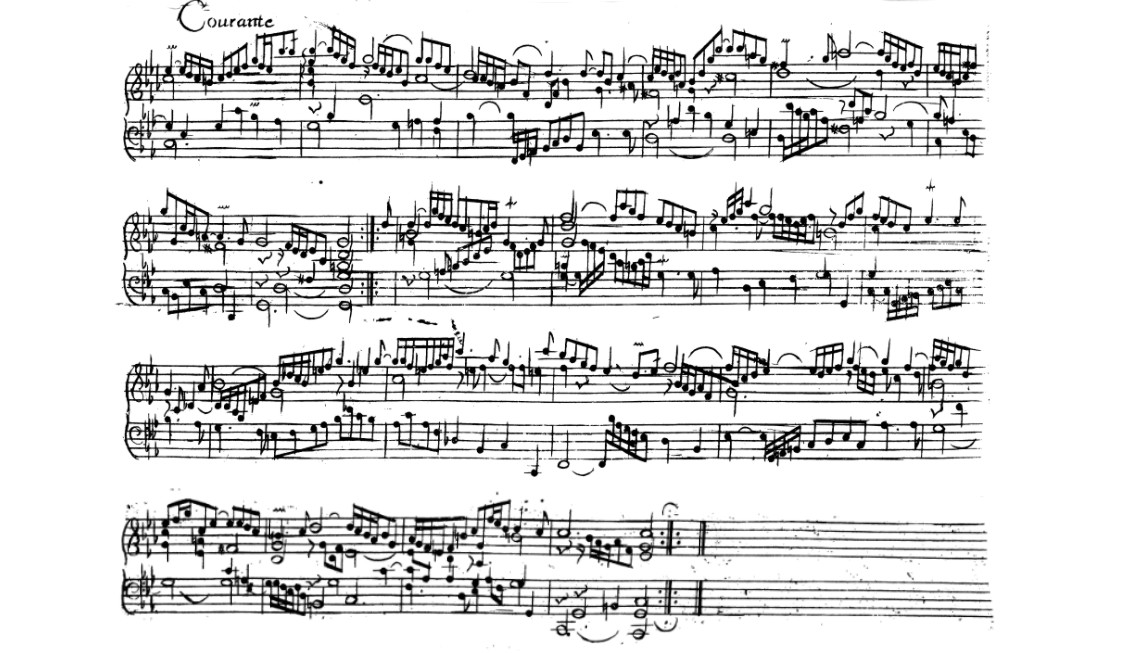
Courante (Detail) aus der Partita c-moll BWV 826 von J. S. Bach

- Johann Sebastian Bach – Sammelpublikation der zuvor schon einzeln veröffentlichten 6 Cembalo-Partiten BWV 825-830, unter dem Titel: Clavir-Übung / bestehend in / Præludien, Allemanden, Couranten, Sarabanden, Giguen, / Menuetten, und anderen Galanterien ; / Denen Liebhabern zur Gemüths Ergoetzung verfertiget ... / OPUS 1 (auch bekannt als Clavier-Übung, Teil I)
- William Babell – Prelude in F-Dur (IWB 10)
- Carl Phillipp Emanuel Bach – Sonate in B-Dur (H. 2, Wq. 62/1)
- Louis-Antoine Dornel – Pièces de Clavecin (Paris)

### Vokalmusik

#### Geistlich
- Johann Sebastian Bach
  - Kantate Wir danken dir, Gott, wir danken dir (BWV 29)
  - Kantate Schwinget freudig euch empor (BWV 36)
  - Kantate Der Herr ist mein getreuer Hirt (BWV 112)
  - Kantate Wachet auf, ruft uns die Stimme (BWV 140)
  - Kantate So kämpfet nun, ihr muntern Töne (BWV Anh. 10)
  - Christe eleison (BWV 242, komponiert 1727–31?)
  - Magnificat (BWV 243, komponiert um 1728-31)[3]
- Joseph Balthasar Hochreither – Missa festa Jubilus sacer
- Giovanni Battista Pergolesi – Messe in D-Dur (Kyrie und Gloria) für zwei fünfstimmige Chöre
- Georg Philipp Telemann – Harmonischer Gottes-Dienst (Fortsetzung des Werkes von 1725-26; komponiert 1731-32)[2]
- Antonio Vivaldi – Motetten u. ä. (nicht genau datierbar)[1]
- Jan Dismas Zelenka
  - Missa Sancti Josephi in D-Dur (ZWV 14, komponiert ca. 1731)
  - Te deum a due chori (ZWV 145, komponiert 1731)

### Lehrwerke u.a.
- Benedetto Marcello – A. Dio: Sonetti … con altre rime, d’argomento sacro e morale (Venedig)
- Johann Mattheson – Grosse General-Baß-Schule Oder: Der exemplarischen Organistenprobe (Hamburg)

### Instrumentenbau
- Antonio Stradivari produziert in seiner Werkstatt
  - die Violine: Lady Jeanne
  - die Bratsche: Paganini Mendelssohn (die Bratsche des Paganini-Quartetts)
  - die Violoncelli: Braga und Giese
- Gottfried Silbermann
  - stellt die Orgel in der Dorfkirche in Reinhardtsgrimma fertig
  - beendet die Arbeiten an der Orgel in der Stadtkirche in Mylau
  - beginnt mit dem Bau der Orgel in der Kirche zu Crostau in Crostau.

## Geboren

### Geburtsdatum gesichert
- 07. März: Jean-Louis Laruette, französischer Komponist und Sänger († 1792)
- 29. März: Ludwig Zöschinger, deutscher Geistlicher, Komponist und Organist († 1806)
- 10. Mai: Lorenz Johann Jakob Lang, deutscher lutherischer Geistlicher, Gymnasialprofessor, Bibliothekar und Kirchenlieddichter († 1801)
- 10. Oktober: Placidus Scharl, Mönch, Professor und Dramaturg († 1814)
- 27. November: Gaetano Pugnani, italienischer Violinist und Komponist († 1798)
- 08. Dezember (getauft): Franz Xaver Duschek, böhmischer Komponist, Cembalist und Pianist († 1799)
- 28. Dezember (getauft): Christian Cannabich, deutscher Violinist, Kapellmeister und Komponist († 1798)

### Genaues Geburtsdatum unbekannt
- Desboulmiers, französischer Schriftsteller und Librettist († 1771)

## Gestorben

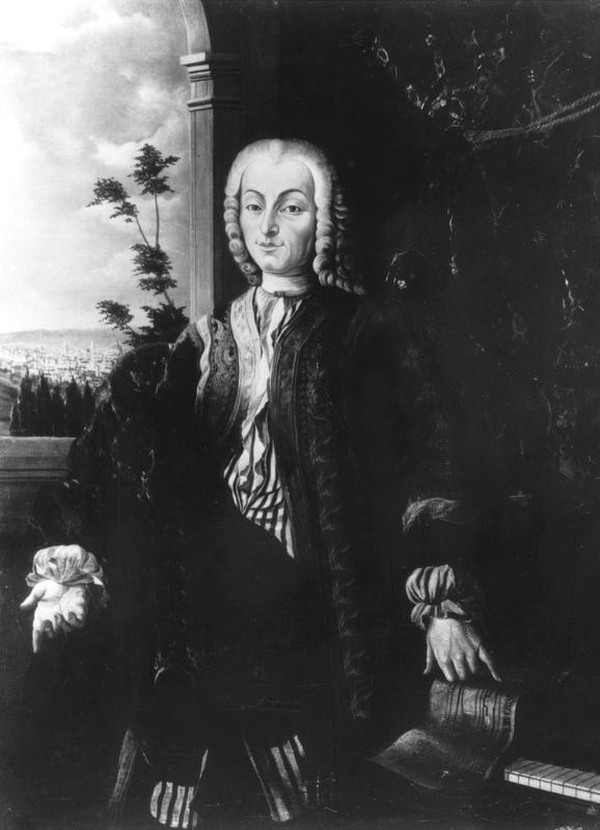
Bartolomeo Cristofori; † 27. Januar

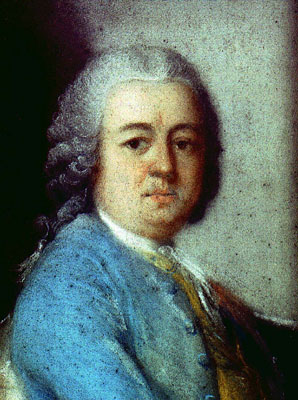
Johann Ludwig Bach; † 1. Mai

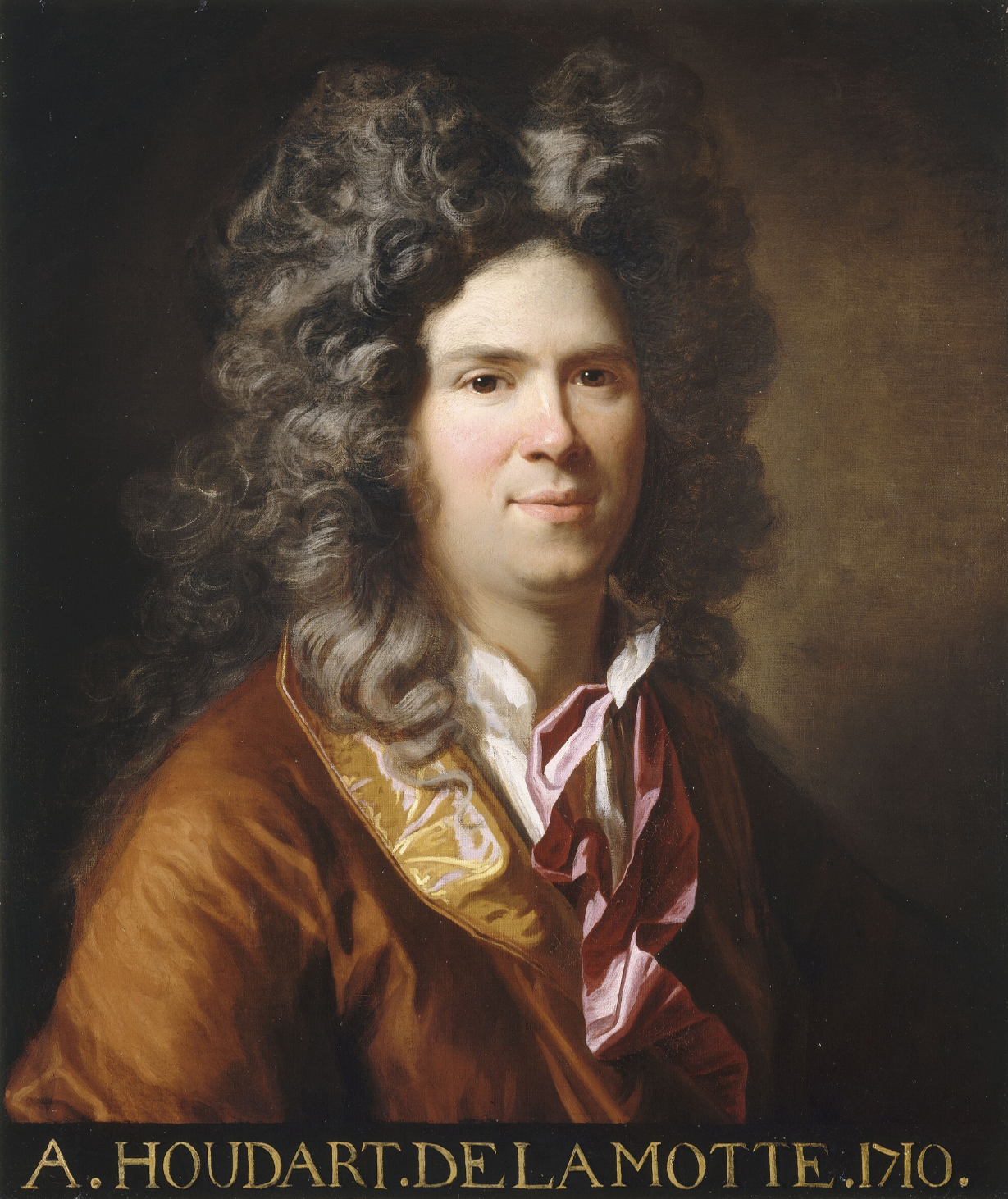
Antoine Houdar de La Motte; † 26. Dezember

- 27. Januar: Bartolomeo Cristofori, italienischer Musikinstrumentenbauer, Erfinder des Hammerklaviers (* 1655)
- 20. Februar: Friedrich Karl Graf zu Erbach-Erbach, regierender Graf der Grafschaft Erbach und ein deutscher Komponist (* 1680)
- 03. März: Georg Michael Pfefferkorn, deutscher evangelischer Theologe, Kirchenliederdichter und Rhetoriker (* 1645)
- 01. Mai: Johann Ludwig Bach, deutscher Komponist (* 1677)
- 05. Juli (begraben): Jakob Greber, deutscher Komponist
- 14. Juli: Francesco Maria Marescotti Ruspoli, italienischer Adliger und Förderer von Georg Friedrich Händel (* 1672)
- 17. August: Johann Augustin Kobelius, deutscher Komponist und Kapellmeister (* 1674)
- 01. September: Pierre Danican Philidor, französischer Komponist (* 1681)
- 02. November: Johann Matthäus Leffloth, Nürnberger Komponist, Organist und Clavichordist (* 1705)
- 14. Dezember: Joseph Balthasar Hochreither, österreichischer Organist und Komponist (* 1669)
- 26. Dezember: Antoine Houdar de la Motte, französischer Dramatiker, Librettist und Poetiker (* 1672)